# Острво Карагински
Острво Карагински (рус. Карагинский остров) је руско острво у Беринговом мору, источно од полуострва Камчатка.
Површина острва је 2.404 km², а највиши врх је висок 912 метара. Острво је прекривено тундрама и кедром.